# Aldo Gobbi
Aldo Gobbi (* 3. März 1915 in Bovolone, Italien; † 29. November 1973) war ein italienischer Geistlicher und römisch-katholischer Weihbischof in Imola.

## Leben
Aldo Gobbi empfing am 10. Juli 1938 das Sakrament der Priesterweihe. 
Am 22. April 1967 ernannte ihn Papst Paul VI. zum Titularbischof von Iulium Carnicum und zum Weihbischof in Imola. Der Bischof von Verona, Giuseppe Carraro, spendete ihm am 14. Mai desselben Jahres die Bischofsweihe; Mitkonsekratoren waren der Erzbischof von Guatemala, Mario Casariego y Acevedo CRS, und der Bischof von Foggia, Giuseppe Lenotti.